# Robert Minderhoud
Robert Minderhoud (Den Haag, 5 oktober 1989), beter bekend als Joker(tje) of barry, is een Nederlandse mediapersoonlijkheid. Hij is bekend geworden door zijn medewerking aan de programma's van de Oh Oh ...-reeks. Eind 2012 zou hij meedoen met het programma Sterren Dansen op het IJs, maar haakte af vanwege drukte met zijn studie.

## Programma's
- Oh Oh Cherso (2010 - 2011)
- Oh Oh Tirol (2011)
- Jokertje's Jawoord (2013)

## Singles
| Single met eventuele hitnotering(en) in de Nederlandse Top 40 | Datum van verschijnen | Datum van binnenkomst | Hoogste positie | Aantal weken | Opmerkingen                                   |
| ------------------------------------------------------------- | --------------------- | --------------------- | --------------- | ------------ | --------------------------------------------- |
| Oh Oh Cherso                                                  | 2010                  | 23-10-2010            | 17              | 5            | als Oh Oh Cherso / nr. 1 in de Single Top 100 |
| Tirol, Laat Je Likken!                                        | 2011                  | -                     | -               | -            | als Oh Oh Tirol / nr. 79 in de Single Top 100 |